# Мако Вунипола
Мако Вунипола (енгл. Mako Vunipola; 14. јануар 1991) професионални је рагбиста и репрезентативац Енглеске који тренутно игра за екипу Сараценс.

## Биографија
Висок 180 цм, тежак 130 кг, Вунипола је пре Сараценса играо за Бристол. За репрезентацију Енглеске је до сада одиграо 27 тест мечева и постигао 1 есеј.